# Cruz Alta
Cruz Alta est une municipalité de l'État du Rio Grande do Sul au Brésil.